# Silverio Izaguirre
Marcelino Silverio Izaguirre Sorzabalbere, conocido en el mundo del fútbol por su nombre de pila principal, Silverio (San Sebastián, Guipúzcoa, 31 de agosto de 1897-ibid., 19 de noviembre de 1935) fue uno de los integrantes de la selección española de fútbol que tomó parte en los Juegos Olímpicos de Amberes 1920.

## Biografía
Jugaba en los puestos de extremo y de medio izquierdo, jugando en ocasiones como interior . Su carrera deportiva fue principalmente en la Real Sociedad de Fútbol, excepto una temporada que estuvo jugando con el Real Club Deportivo de Oviedo (antecesor el actual Real Oviedo. Con el equipo de San Sebastián ganó dos campeonatos regionales y jugó 12 partidos oficiales, marcando 2 goles.
Falleció a los 38 años de forma repentina.

### Selección nacional
Fue internacional con la Selección nacional de fútbol de España en 1 ocasión.
Su único partido como internacional fue en Amberes el 2 de septiembre de 1920 en el Italia 0-2 España durante los Juegos Olímpicos de Amberes 1920. Durante aquel partido Silverio, que sustituía en la alineación al delantero titular Patricio Arabolaza, se vio obligado a suplir al portero Ricardo Zamora durante el último cuarto de hora de partido, ya que este fue expulsado y no estaban permitidos los cambios.  Durante el tiempo que jugó como portero, Silverio evitó que los italianos marcaran gol. La victoria ante Italia permitió a la selección española jugar posteriormente el partido de repesca por la Medalla de bronce, que finalmente se convertiría en plata tras el abandono de la finalista Checoslovaquia.

## Clubes
| Club          | País   | Año       |
| ------------- | ------ | --------- |
| Real Sociedad | España | 1918-1921 |
| RCD Oviedo    | España | 1921-1922 |
| Real Sociedad | España | 1922-1924 |

## Títulos

### Campeonatos regionales
| Título         | Club          | País   | Año  |
| -------------- | ------------- | ------ | ---- |
| Camp.Guipúzcoa | Real Sociedad | España | 1919 |
| Camp.Guipúzcoa | Real Sociedad | España | 1923 |

## Participaciones en torneos internacionales
| Torneo                           | Selección | Resultado        |
| -------------------------------- | --------- | ---------------- |
| Juegos Olímpicos de Amberes 1920 | España    | Medalla de plata |